# Calle Norlén
Carl Magnus "Calle" Norlén, född 16 april 1962 i Umeå, är en svensk krönikör, pjäs- och musikalöversättare samt manus- och sångtextförfattare. Han är också en av Spanarna i radioprogrammet på P1.

## Biografi

### Bakgrund
Calle Norlén är född och uppvuxen i Umeå, där han producerade tidningar och revyer redan som tonåring. Bland annat gjorde han som 14-åring fandomtidningen Abba Star Club magazine. Efter att ha fått ett brev av personerna runt Abba om att tidningen utgjorde upphovsrättsintrång, avbröt han utgivningen och skapade musiktidningen Butterfly istället. På senare år har Abba-cirkeln slutits genom flera samarbeten, t.ex. har han skrivit en låt tillsammans med Benny Andersson för Sissela Kyle och skapade tillsammans med Björn Ulvaeus och regissören Roine Söderlundh "Mamma Mia! – the party", som efter flera år på Tyrol i Stockholm expanderar till London 2019.
Vid 16 års ålder var Norlén med och vann Barnens dags talangtävling ”Nya Ansikten”, som ena halvan i en playbackduo kallad ”Small & Tall”.

### Stockholm, skrivande
År 1980 flyttade han till Stockholm. Efter att ha uppmärksammats för sina krönikor i Veckorevyn började han skriva för Expressen, där han hade en egen sida i fyra års tid. Han skrev texter till regissören Hans Marklunds uppsättningar på Hamburger Börs från år 1988 till år 2006. Största succén var R.E.A. (Roligt Elakt Aktuellt), där han var huvudförfattare de första tio säsongerna.
Calle Norlén fick sitt publika genombrott när han tillsammans med Göran Everdahl skrev och spelade upp ett till synes improviserat samtal över ett glas öl med Stina Dabrowski i teveprogrammet Dabrowski. Norlén och Everdahl vann Publicistklubbens SM i satir 1991. Norlén har också haft ett långt samarbete med Sissela Kyle, och år 2009 fick de både varsin Guldmask och fick dela på Karl Gerhard-stipendiet för monologen Dina dagar är räknade.
Som textförfattare och översättare har han bland annat skrivit revyerna Flott & Lagom år 1991, Mulliga Vitaminer år  1992 och Oscarsrevyn år 2016, översatt föreställningar som Little Shop of Horrors år 1995, Art år 1997, Wedding Singer 2007, Producers/Det våras för Hitler 2008,  Sweeney Todd 2013, Billy Elliot 2016, Something Rotten 2018 och skrivit den nytillkomna dialogen i Spök 2013. Han har varit inblandad som textförfattare i scenproduktioner och teveshower för bland andra Magnus Uggla, Björn Skifs, Robert Gustafsson, Lena Philipsson och After Dark. 2002 fick han "Stallbrödernas Stipendium" för sina scentexter.

### Utlandsvistelser, övriga aktiviteter
Mellan åren 1993 och 1994 bodde han i New York, och sedan år 1999 har Calle Norlén även en bostad utanför Barcelona. Samma år kom hans bok Bög – så funkar det, vald till Årets Bok på QX-galan 2000. Han var sommarvärd 1995 och 2002 och hörs ofta som en av spanarna i radions P1.
Utöver textförfattandet har han skrivit krönikor för bland annat Expressen, Aftonbladet, Dagens Nyheter och Amelia.  Calle Norléns artikel om Sitges i tidningen Res belönades av spanska ambassaden med "Premio España" för 2006 års bästa artikel om Spanien i svensk press.

### Tidskrifter
- ABBA Star Club magazine. Umeå: Calle Norlén. 1975-1975. Libris 750563
- Butterfly. Umeå: Calle Norlén. 1975-1977. Libris 750567

## Teater

### Översättningar (ej komplett)
| År   | Produktion                                     | Upphovsmän                                             | Regi             | Teater                   |
| ---- | ---------------------------------------------- | ------------------------------------------------------ | ---------------- | ------------------------ |
| 1996 | Alla var där Anyone for breakfast?             | Derek Benfield                                         | Paal Wesenlund   | Folkan                   |
| 2012 | Arsenik och gamla spetsar Arsenic and Old Lace | Joseph Kesselring                                      | Ronny Danielsson | Fredriksdalsteatern      |
| 2012 | Next to Normal                                 | Brian Yorkey och Tom Kitt                              | Lisa Ohlin       | Stockholms stadsteater   |
| 2013 | Sweeney Todd                                   | Stephen Sondheim och Hugh Wheeler                      | Tobias Theorell  | Kulturhuset Stadsteatern |
| 2016 | Billy Elliot the Musical                       | Lee Hall och Elton John                                | Ronny Danielsson | Malmö Opera              |
| 2016 | Kinky Boots                                    | Cyndi Lauper och Harvey Fierstein                      | Ronny Danielsson | Malmö Opera              |
| 2018 | Shakespeare in love                            | Lee Hall Baserad på Tom Stoppard och Marc Normans film | Ronny Danielsson | Kulturhuset Stadsteatern |
| 2020 | Funny Girl                                     | Jule Styne, Bob Merrill och Isobel Lennart             | Ronny Danielsson | Malmö Opera              |
| 2021 | She loves me                                   | Joe Masteroff, Jerry Book och Sheldon Harnick          | Roine Söderlundh | Kulturhuset Spira        |